# Karl Nietzki
Karl Nietzki (* 8. Februar 1813 in Langheim; † 13. Juli 1861 in Zinten) war ein deutscher Pfarrer und Schriftsteller in Ostpreußen.

## Leben
Nietzki besuchte die Herzog-Albrechts-Schule (Rastenburg). Nach dem Abitur und studierte er an der Albertus-Universität Königsberg evangelische Theologie. Im Wintersemester 1835/36 wurde er Mitglied des Corps Masovia. Hubert Orłowski sieht in Werken wie diesem die „Geburtsstunde ostpreußischer Literatur“. Nietzki wurde Pfarrer in Zinten, wo er mit 48 Jahren starb. In seinem Roman Die Stimme des Vaterlands erinnert er an sein Corps.

## Werke
- Willkühr der Stadt Heilsberg, 1840. GoogleBooks
- Die Stimme des Vaterlandes oder Der deutsche Pole, Novelle. Königsberg 1866. Kujawsko-Pomorska Digitale Bibliothek
- Lehrer Born oder Des Schulmeisters Mission. Eine Dorfgeschichte. Königsberg 1859.  GoogleBooks
- Bürger-Glück und -Noth: Eine Erzählung für's Volk im Altpreussischen Tone GoogleBooks